# Fail2ban
 (février 2015).
Si vous disposez d'ouvrages ou d'articles de référence ou si vous connaissez des sites web de qualité traitant du thème abordé ici, merci de compléter l'article en donnant les références utiles à sa vérifiabilité et en les liant à la section « Notes et références ».
Fail2ban est un framework de prévention contre les intrusions, écrit en Python. Il fonctionne sur les systèmes POSIX possédant une interface de contrôle des paquets (tel que TCP Wrapper) ou un pare-feu (tel que Netfilter).

## Fonctions
Fail2ban est un service analysant en temps réel les journaux d'évènement de divers services (SSH, Apache, FTP, entre autres) à la recherche de comportements malveillants et permet d'exécuter une ou plusieurs actions lorsqu'un évènement malveillant est détecté.
Ces comportements malveillants sont définis par des filtres. Typiquement, un nombre élevé et répété de tentatives infructueuses de connexion provenant d'une même machine.
Lorsqu'une correspondance à un filtre est détecté, Fail2ban déclenchera les actions configurées pour ce filtre. Typiquement, "bannir" une adresse IP pendant une periode définie (mise en quarantaine) en l'ajoutant dans une règle iptables. Ou encore l'envoi d'une notification par email, etc.. Il est possible de faire varier la durée du blocage en cas de récidive où selon le nombre de filtres qu'une connexion déclenche.
Il permet de ralentir les attaques par force brute, ainsi que les attaques par déni de service. Il ne bloque cependant pas efficacement les attaques par déni de service distribués (attaque par déni de service opéré par différentes machines en simultané).